# 1932년 7월 독일 국가의회 선거
1932년 7월 독일 총선은 바이마르 공화국에서 민주정당들이 힘을 잃고 좌우의 극한대립으로 치닫으며 의회에서 내각을 성립시키는 데에 실패하자 1932년 7월 31일 또 다시 치러진 총선이다.

## 선거 결과
| 정당                           | 득표수     | 득표율 | 의석수 |
| ------------------------------ | ---------- | ------ | ------ |
| 민족사회주의독일노동자당(나치) | 13,745,680 | 37.27% | 230    |
| 사회민주당                     | 7,959,712  | 21.58% | 133    |
| 독일 공산당                    | 5,282,636  | 14.32% | 89     |
| 중앙당                         | 4,589,430  | 12.44% | 68     |
| 독일국민당                     | 2,178,024  | 5.91%  | 37     |
| 바이에른 인민당                | 1,192,684  | 3.23%  | 22     |
| 독일인민당                     | 436,002    | 1.18%  | 7      |
| 독일국가당                     | 371,800    | 1.01%  | 4      |
| 독일사회인민서비스             | 364,543    | 0.99%  | 3      |
| 독일중산층제국당               | 146,876    | 0.4%   | 2      |
| 독일농민당                     | 137,133    | 0.37%  | 2      |
| 농민연대                       | 96,851     | 0.26%  | 2      |
| 독일지방인민                   | 90,554     | 0.25%  | 1      |
| 인민정의당                     | 40,825     | 0.11%  | 1      |
| 합계                           | 37,162,081 |        |        |

같은 해 대통령 선거로 인지도를 얻은 나치당이 제1당이 되었으나 과반을 차지하진 못했고, 다른 정당들의 연정을 거부하면서 재선거가 치러지게 된다.